# Буїкі
Буїкі (порт. Buíque) — місто і муніципалітет в бразильському штаті Пернамбуку. Його назва походить з мови тупі та означає «місце змій». Поруч з містом розташований природний та археологічний Національний парк Катінбау.

## Клімат
Місто знаходиться у зоні, котра характеризується кліматом тропічних саван. Найтепліший місяць — грудень із середньою температурою 23.2 °C (73.8 °F). Найхолодніший місяць — липень, із середньою температурою 18.9 °С (66 °F).
| Клімат Буїкі            | Клімат Буїкі | Клімат Буїкі | Клімат Буїкі | Клімат Буїкі | Клімат Буїкі | Клімат Буїкі | Клімат Буїкі | Клімат Буїкі | Клімат Буїкі | Клімат Буїкі | Клімат Буїкі | Клімат Буїкі | Клімат Буїкі |
| Показник                | Січ.         | Лют.         | Бер.         | Квіт.        | Трав.        | Черв.        | Лип.         | Серп.        | Вер.         | Жовт.        | Лист.        | Груд.        | Рік          |
| Середній максимум, °C   | 30,6         | 30,1         | 29,6         | 28,9         | 27           | 25,7         | 25,2         | 26,6         | 28,4         | 30,5         | 31,1         | 31,1         | 28,7         |
| Середня температура, °C | 23,1         | 22,9         | 22,6         | 22,2         | 21           | 19,8         | 18,9         | 19,2         | 20,6         | 22,2         | 22,9         | 23,2         | 21,6         |
| Середній мінімум, °C    | 19           | 18,9         | 19           | 18,9         | 18,1         | 17,2         | 16,2         | 16,1         | 16,9         | 17,9         | 18,6         | 18,9         | 18           |
| Норма опадів, мм        | 66.3         | 87.9         | 139.4        | 137.7        | 157.2        | 132.8        | 142.6        | 87.9         | 37.6         | 27.7         | 31.4         | 41.4         | 1100.1       |
| ----------------------- | ------------ | ------------ | ------------ | ------------ | ------------ | ------------ | ------------ | ------------ | ------------ | ------------ | ------------ | ------------ | ------------ |
| Джерело: Weatherbase    |              |              |              |              |              |              |              |              |              |              |              |              |              |